# Casa Francesc Gomis
La casa Francesc Gomis és un edifici situat a la Rambla i al carrer d'en Roca de Barcelona, catalogat com a Bé Cultural d'Interès Local.

## Descripció
Consta de planta baixa comercial i cinc pisos d'habitatges. Compta amb força similituds estructurals amb els immobles veïns.
Totes les plantes compten amb una distribució molt similar, basada en un gran finestral amb balcó de forja senzilla a la banda esquerra i obertura en forma de finestra quadrangular a la banda dreta. Totes les obertures tenen un marc de carreus motllurats. El tret més distintiu d'aquest immoble és la presència de nombrosos però subtils esgrafiats a tota la façana. Aquests, independents de cada planta, representen motius florals, garlandes i sanefes.
L'edifici ha comptat amb nombroses refaccions i afegits. Per una banda, podria existir un treball de forja de les baranes típic del trànsit dels segles xix al xx. Per acabar, els esgrafiats sembla que estaven molt poc visibles abans de la restauració duta a terme l'any 1992.

## Història
El 1785, el mestre sabater Francesc Gomis va demanar permís per a construir-hi un edifici de planta baixa, entresol i quatre pisos.